# Awatere (Marlborough)
Pour les articles homonymes, voir Awatere.
Le fleuve Awatere  est un cours d'eau s’écoulant à travers le district de Marlborough, dans la région de Marlborough dans l’Île du Sud de la Nouvelle-Zélande.

## Situation
Il suit le tracé de la faille active (en) de Awatere (en).
Il court vers le nord-est à travers une vallée rectiligne à partir de l’ouest de la chaîne des Kaikoura (en). 
Cette vallée est parallèle avec celle du fleuve Clarence, située à 20 km au sud.

## Géographie
L'Awatere s’écoule sur 10 km, de sa source dans les montagnes intérieures pour atteindre le Détroit de Cook immédiatement près de la ville de Seddon (en).
Jusqu’en 2008, le pont du fleuve Awatere avait une voie de chemin de fer située au-dessus de la voie réservée au trafic routier. Un nouveau pont routier fut construit, laissant le chemin de fer utiliser seul le pont initial.